# Janet Gibson

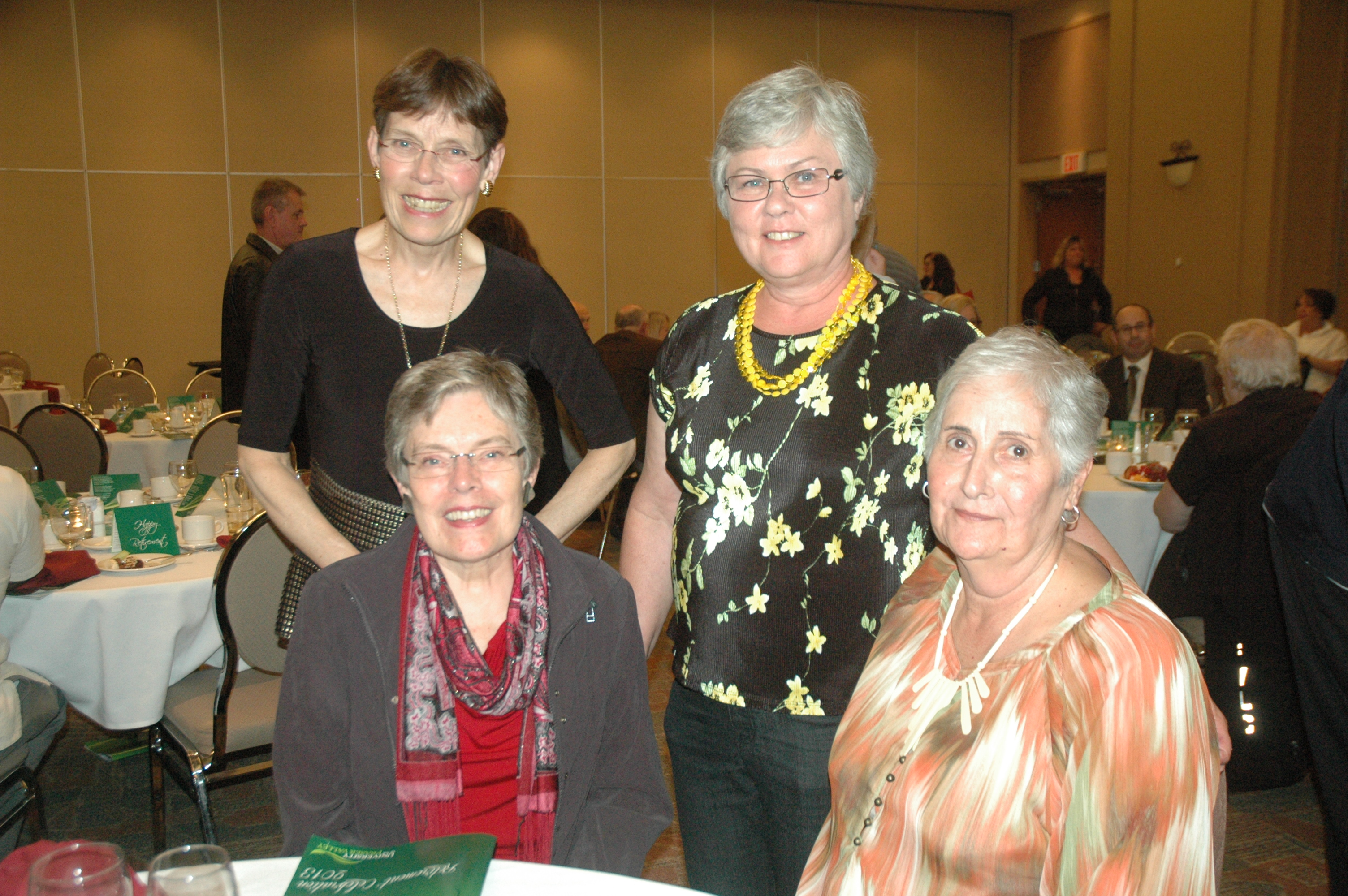
Janet Gibson (links vorne) mit ehemaligen Kommilitoninnen bei einem Wiedersehens-Dnner

Janet Gibson ist eine Biologin und Zoologin aus Belize. Sie gewann 1990 den Goldman Environmental Prize für ihre Anstrengungen für die Erhaltung des Meeresökosystems entlang der Belizanischen Küste, vor allem am Belize Barrier Riff. Das Belize Barrier Riff wurde von der UNESCO 1996 durch den Einsatz von Gibson und anderen zum Weltkulturerbe erklärt. Sie ist aktuell Direktor der Belize Wildlife Conservation Society (Naturschutzstiftung).

## Biografie
Gibson wurde in Belize geboren und studierte in den USA Biologie und Zoologie.  In der Mitte der 1980er begann sie als Freiwillige für die Belize Audubon Gesellschaft zu arbeiten. Zwischen 1985 und 1987 kämpfte sie für die Einführung des Hol Chan Meeresschutzgebietes. Dafür machte sie sich bei Bürgern, Unternehmern, Fischern und der Regierung stark und klärte sie über Notwendigkeit eines Schutzgebietes auf. Sie entwickelte einen Managementplan, arbeitete an der Finanzierung des Projektes und brachte das Projekt voran. Ihr Anstrengungen waren erfolgreich und das Schutzgebiet wurde 1987 eingerichtet. Es war das erste seiner Art in Mittelamerika. Das Schutzgebiet erstreckt sich über ungefähr drei Quadratmeilen. Es ist eine Schutzzone, die es Fischarten, deren Bestand vorher erheblich gesunden war, sich wieder zu erholen. Taucher können eine Vielzahl von verschiedenen Arten erleben. Sie gewann 1990 den Goldman Environmental Prize für ihr Engagement zur Erhaltung des Belize Barrier Riff Systems.
1988 bereitete sie den Glover’s Reef Atoll Draft Management Plan vor und begann ihre Anstrengungen für den Schutzgebiet Status des Glover’s Riff. 1990 half sie bei der Gründung des Küstenzonenmanagement Verbandes als ein Teil des Fischereiamts. Gibson trat der Wildlife Conservation Society (WCS) bei. Im Jahr 1993 gewannen sie durch ihre Anstrengung und die Unterstützung der WCS eine Designierung als ein Schutzgebiet von Belize. Hier wurde klar, dass es nicht reichte individuelle Gebiete zu schützen, sondern man einen Plan brauchte, der den Schutz der gesamten Barrier Zone mit einbezog. Dieses war unter anderem darin begründen, dass Algenwachstum durch Abfall von Obstplantagen angeheizt wurde, Überfischung in anderen Bereichen großen Schaden anrichtete und auch Sedimentation durch Bebauung verheerende Konsequenzen hatte. Zusammen mit Wasserwirtschaftsämtern, Vertretern aus der Forstwirtschaft und anderen Gruppen und Bürgern wurde 1993 ein Plan aufgestellt, um das Riff zum Weltkulturerbe zu ernennen. Nach mehreren Jahren der Planung und Arbeit wurde die Designierung im November 1996 von der UNESCO akzeptiert.
Gibson war Direktorin der Belize Wildlife Conversation Society und hat mehrere wissenschaftliche Arbeiten veröffentlicht.

## Veröffentlichungen
- The coral reef. Reef Preservation Fund, Belize 1986, OCLC 713021823.
- mit Andrew Price, E. R. Young, World Conservation Monitoring Centre: Guidelines for Developing a Coastal Zone Management Plan for Belize: The GIS Database (= Marine conservation and development report). IUCN, 1993, ISBN 2-8317-0156-2 (books.google.com).
- mit Melanie D. McField, Sue Wells: Coral reef management in Belize: an approach through integrated coastal zone management. In: Ocean & Coastal Management. Band 39, Nr. 3. ElSevier Science Ltd., 1. Juli 1998, S. 229–244, doi:10.1016/S0964-5691(98)00007-6.
- mit Dominique Lizama, Robert S. Pomeroy: Establishing a socioeconomic monitoring program for Glover’s Reef Atoll, Belize. Wildlife Conservation Society, Ort unbekannt Januar 2005, OCLC 64230150, S. 162–173 (aquaticcommons.org [PDF]).
- mit Adrian Treves, Lanto Andriamampianina, Karl Didier, Andrew Plumptre, David Wilkie, Peter Zahler: A Simple, Cost-Effective Method for Involving Stakeholders in Spatial Assessments of Threats to Biodiversity. In: Human Dimensions of Wildlife. Band 11, Nr. 1. Routledge Taylor & Francis Group, 1. Februar 2006, ISSN 1087-1209, S. 43–54, doi:10.1080/10871200500470993 (researchgate.net).
- mit Peter J. Mumby, Robert S. Steneck, Alasdair J. Edwards, Renata Ferrari, Robin Coleman, Alastair R. Harborne: Fishing down a Caribbean food web relaxes trophic cascades. In: Marine Ecology Progress Series. Band 445. Marine Spatial Ecology Lab, 20. Januar 2012, S. 13–24, doi:10.3354/meps09450 (researchgate.net).
- mit Elizabeth A. Babcock, Robin Coleman, Mandy Karnauskas: Length-based indicators of fishery and ecosystem status: Glover’s Reef Marine Reserve, Belize. In: Fisheries Research. Band 147. ElSevier Science Ltd., 1. Oktober 2013, S. 434–445, doi:10.1016/j.fishres.2013.03.011.
- Wildlife Conservation Society: European Union Fisheries Ban Ignores Belize Conservation Success Story. In: nationalgeographic.com. National Geographic Society (blogs), 14. März 2014, abgerufen am 14. August 2016.